# فرقة المشاة 707 (الفيرماخت)
فرقة المشاة 707، والمعروفة أيضًا باسم فرقة الأمن 707، كانت فرقة تابعة للجيش الألماني في الحرب العالمية الثانية. تم تشكيلها في مايو 1941، ودمرتها القوات السوفيتية في يونيو 1944. تم استخدام الوحدة بشكل رئيسي كفرقة لتامين المنطقة الخلفية في المناطق التي تحتلها ألمانيا في الاتحاد السوفياتي، وكانت مسؤولة عن جرائم حرب واسعة النطاق بما في ذلك مقتل الآلاف من المدنيين اليهود.

## التاريخ
نشأت فرقة المشاة 707 في ميونيخ في 2 مايو 1941، ثم قامت بالتدريب في المنطقة.   وصف المؤرخ بن أتش. شيبرد الوحدة بأنها «فرقة دون المستوى للموجة الخامسة عشرة» التي سيثيرها الجيش الألماني خلال الحرب، مع «الإفراط في تدريب أفراد الجيش».  كما كانت فرقة المشاة 707 أصغر بكثير من الحجم القياسي لفرق المشاة الألمانية، حيث ضمت 5000 جندي فقط. جميع الضباط الأوائل في الفرقة، بخلاف الضابط القائد حتى فبراير 1943، اللواء Gustav von Bechtolsheim [خطأ: تحقق من وسيط ورمز اللغة]، كانوا من جنود الاحتياط. كان عمر معظم الجنود في الفرقة أكبر من 30 عامًا، وكان الضباط عادة أكبر سناً.  اللواء فون بيختولشيم وضابط عملياته من النازيين الملتزمين بشدة. 
في أغسطس 1941، تم نشر فرقة المشاة 707 على الجبهة الشرقية للقيام بمهام أمنية في المناطق المحتلة من الاتحاد السوفياتي خلف الخطوط الأمامية لمجموعة الجيوش الوسطى.   في أكتوبر 1941، أجرى أفراد الفرقة شنقًا علنيًا لأفراد المقاومة في مينسك، بما في ذلك ماشا بروسكينا البالغة من العمر 17 عامًا. قتلت فرقة المشاة 707 ووحدات شرطة النظام الملحقة أكثر من 10000 شخص، معظمهم من اليهود، في بيلاروسيا بين أكتوبر ونوفمبر 1941.   جميع ضباط الفرقة والأفراد المجندين عن طيب خاطر في عمليات القتل هذه؛ العدد الصغير الذين رفضوا عوقبوا.  هذه العملية فون بيختولشيم، الذي أصدر أوامر تدعو صراحة إلى «محو» و «إبادة» اليهود. قامت وحدات الجيش الألماني الأخرى بعمليات قتل مماثلة. 
واصلت فرقة المشاة 707 القيام بواجبات أمنية في المناطق التي تحتلها ألمانيا في الاتحاد السوفياتي للفترة المتبقية من عام 1941 وطوال عام 1942 وعام 1943.  خلال فصل الربيع وأوائل صيف عام 1942، قامت الفرقة بما يسمى "مكافحة البارتزيان-عملية بامبرغ التي قتل فيها أكثر من 4000 مواطن سوفيتي - معظمهم من المزارعين المدنيين.  كتب شيبرد أنه بينما قتلت فرق أمنية ألمانية أخرى أعدادًا كبيرة من المدنيين خلال هذه العمليات -، فإن فرقة المشاة 707 لديها أسوأ سجل.  وقد قام المؤرخ جيف رذرفورد بمقارنة مماثلة، واصفا الفرقة 707 "سيء السمعة". 
من يناير 1944، تم استخدام فرقة المشاة 707 كوحدة خط أمامي في الأدوار الدفاعية.  في 23 يونيو، في بداية هجوم عملية باغراتيون السوفياتية الكبيرة، شكلت جزءًا من احتياطي مجموعة الجيوش الوسطى.  في وقت لاحق في يونيو، طوقت القوات السوفيتية الفرقة ودمرت بالقرب من بوبرويسك. تم حلها رسمياً في 3 أغسطس 1944.  

## بناء
ضمت فرقة المشاة 707 الوحدات التالية طوال فترة وجودها:  
- فوج المشاة 727
- فوج المشاة 747
- كتيبة المدفعية 657
- سرية هندسية 707
- سرية إشارة 707
- قوات الإمداد 707